# Festival international du cinéma au féminin de Bordeaux
 (mai 2025).
Si vous disposez d'ouvrages ou d'articles de référence ou si vous connaissez des sites web de qualité traitant du thème abordé ici, merci de compléter l'article en donnant les références utiles à sa vérifiabilité et en les liant à la section « Notes et références ».
Le Festival international du cinéma au féminin était un festival de cinéma qui se déroulait à Bordeaux, dans le département français de la Gironde, chaque année au mois d'octobre.

## Présentation
Créé en 1999, ce festival a pour but de promouvoir les films produits, réalisés ou écrits par une femme. La première édition se déroule à Arcachon. En 2002, lors de la quatrième édition, le festival migre à Bordeaux pour donner un caractère plus international à la manifestation. Depuis, un village du cinéma avec des conférences, des expositions, des ateliers et un marché du film sont mis en place avec le soutien de la mairie.